# هاوارد فینکل
هاوارد فینکل (انگلیسی: Howard Finkel؛ زادهٔ ۷ ژوئن ۱۹۵۰ – درگذشته ۱۶ آوریل ۲۰۲۰) کشتی‌گیر حرفه‌ای و روزنامه‌نگار اهل ایالات متحده آمریکا بود.
وی همچنین برندهٔ جوایزی همچون تالار شهرت دبلیو دبلیو ای شده‌است.